# Танака, Тосибуми
Тосибуми Танака (яп. 田中 敏文 Танака Тосибуми, 9 ноября 1911 — 20 декабря 1982) — японский политик, губернатор префектуры Хоккайдо (1947—1959). 

## Биография
В 1935 году, окончив отделение лесного хозяйства сельскохозяйственного факультета Императорского университета Кюсю, Тосибуми поступил на службу в администрацию Хоккайдо, где стал главой Отдела лесного хозяйства и гражданского строительства, а также главой профсоюза сотрудников Отдела лесного хозяйства и гражданского строительства.
В апреле 1947 года баллотировался на первых всеобщих выборах губернатора Хоккайдо от Социалистической партии Японии. Танака стал губернатором Хоккайдо когда ему было 35 лет, став самым молодым губернатором в Японии на тот момент. В 1954 году сопровождал императора Сёва и императрицу Кодзюн во время визита на Хоккайдо. Занимал пост губернатора Хоккайдо три срока подряд, после чего ушёл в отставку.